# Aleja Najświętszej Maryi Panny w Częstochowie
Aleja Najświętszej Maryi Panny (często skrótowo al. NMP lub Aleje) – ulica w Częstochowie, będąca główną, reprezentacyjną arterią komunikacyjną centrum miasta. Aleja powstała na początku XIX wieku, jako droga łącząca Częstochowę i Nową Częstochowę, miasta administracyjnie połączone 19 sierpnia 1826 roku. Obecnie łączy częstochowskie Stare Miasto, Śródmieście i dzielnicę Podjasnogórską.
Aleję charakteryzuje konstrukcja, w której dwie dwupasmowe jezdnie przedzielone są biegnącym pomiędzy nimi bulwarem. W okresie pielgrzymkowym używany jest on przez pątników zmierzających do klasztoru jasnogórskiego. Wśród mieszkańców Częstochowy funkcjonuje jej tradycyjny podział na 3 niezależne części (I Aleję, II Aleję i III Aleję).

## Charakterystyka
Aleja jest usytuowana równoleżnikowo, ma długość ok. 1,5 kilometra i szerokość 44 metrów. Pełni funkcje handlowe, usługowe, finansowe i kulturalne. W zabudowie przeważają kamienice klasycystyczne i późnoklasycystyczne, rzadziej eklektyczne; występuje również zabudowa współczesna.

## Historia

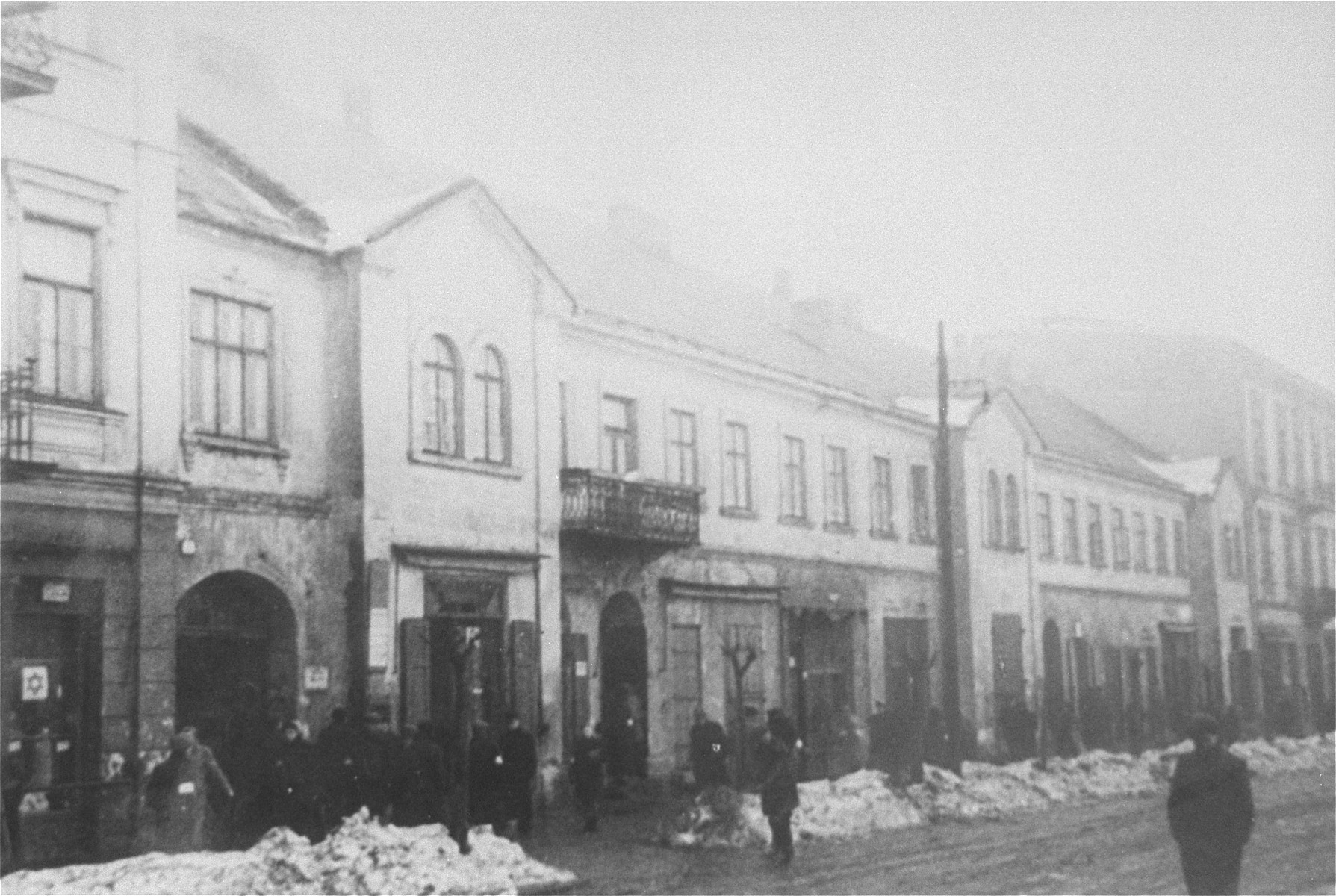
I aleja około 1941, część „dużego getta”

Aleja, w założeniu władz miejskich i wojewódzkich, miała stać się łącznikiem pomiędzy Starą Częstochową i Nową Częstochową. Była ona głównym elementem planu rozbudowy i regulacji nowo powstającego miasta. Plan, na polecenie władz województwa kaliskiego Królestwa Polskiego, stworzył inżynier Jan Bernhard. Trzykrotnie, w latach 1822, 1823 i 1825 dokonywał on pomiarów obu miast, tworząc dokładne plany istniejącej i planowanej zabudowy.
Jej wytyczanie rozpoczęto w 1818, a począwszy od 1824 oddawano w wieczystą dzierżawę położone przy niej puste jeszcze działki, które miały być zabudowane w ciągu dwóch lat. Wtedy też po raz pierwszy pojawiła się w dokumentach nazwa ulicy – ul. Panny Maryi. W 1823 roku Aleje obsadzono czterema rzędami kasztanowców. W 1826 ostatecznie zespolono oba miasta, a 19 sierpnia Rada Administracyjna potwierdziła formalnie istnienie ulicy. W latach 1848–1850 wykonano nawierzchnię bitą oraz rynsztoki. Nazwa zwyczajowa „Aleje” z podziałem na trzy części pojawiła się już w XIX wieku. W 1923 roku rozpoczęto układanie kostki granitowej, w dwudziestoleciu przeprowadzono również wycinkę kasztanowców. I Aleję obsadzono lipami, klonami i jaworami, II Aleję lipami, a III Aleję topolami. W tym okresie zburzono drewniany wiadukt nad torami i postawiono obecną konstrukcję.
Od 28 stycznia 1942 roku okupant określał ulicę jako „Adolf Hitler Allee”. W latach 50. XX wieku w Alei NMP odbywały się kilkakrotnie wyścigi samochodowe. W 1999 roku wycięto w III Alei topole i obsadzono ulicę lipami. W okresie od czerwca 2006 do lipca 2007 przeprowadzono remont III Alei z zastosowaniem ozdobnego bruku.

## Nazwa
Mimo że w rejestrze ulic widnieje nazwa „Aleja” a numeracja domów jest ciągła, trakt przez częstochowian zwany jest „Alejami”, gdyż zwyczajowo, dzieli się ją na trzy „aleje”:
- pierwsza aleja, I aleja – od placu Daszyńskiego do wiaduktu nad linią kolejową numer 1,
- druga aleja, II aleja – od owego wiaduktu do placu Biegańskiego,
- trzecia aleja, III aleja – od placu Biegańskiego do parków podjasnogórskich, gdzie przechodzi w aleję Henryka Sienkiewicza.

I aleja znajduje się w granicach dzielnicy Stare Miasto, II i III aleja – w Śródmieściu. Domy położone w pierzei północnej mają numery parzyste, a w południowej – nieparzyste.
Początkowo zwana była Aleją Panny Maryi, później – tak jak obecnie, choć na przestrzeni lat modyfikowano nieco zapis (Aleja Panny Marii, Aleja Najświętszej Marii Panny). W czasie okupacji hitlerowskiej początkowo zmieniono jej nazwę na Marien-Allee, a 28 stycznia 1942 na Adolf Hitler-Allee. Po wyparciu Niemców z Częstochowy przywrócono polską nazwę.

## Bieg Alei NMP

### Plac Ignacego Daszyńskiego
Aleja Najświętszej Marii Panny rozpoczyna swój bieg od Placu Ignacego Daszyńskiego znajdującego się w dzielnicy Stare Miasto. Do 1934 nazywany był Nowym Rynkiem.

### I aleja

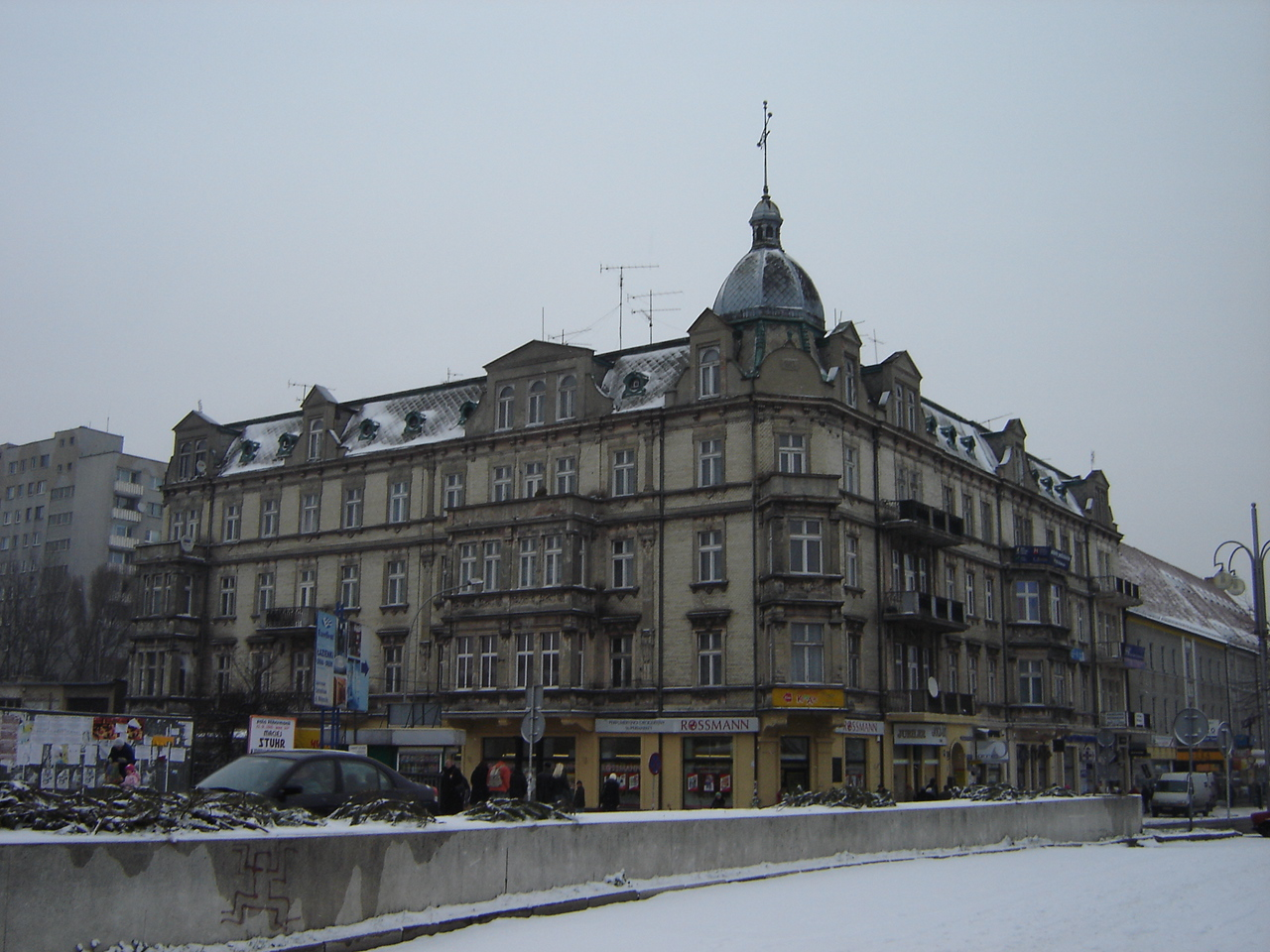
Dom Frankego w I alei. Widok z wiaduktu nad torami kolejowymi

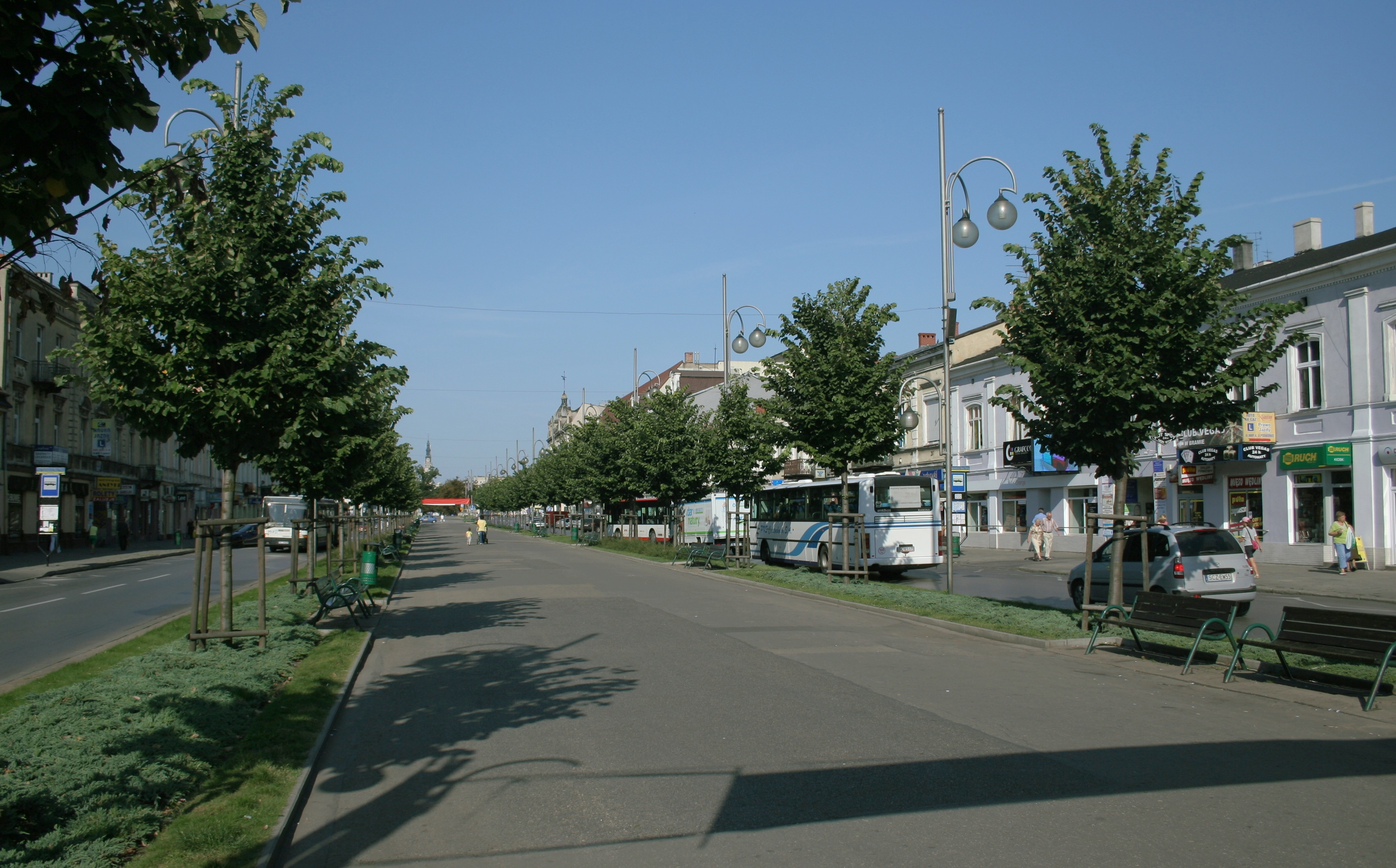
Fragment I alei NMP w Częstochowie

- 12 – wzniesiony na podwójnej działce przed 1849, należał do rodziny Wolbergów. Na przełomie XIX i XX w. siedziba drukarni i hotel żydowski, w dwudziestoleciu międzywojennym mieścił się w nim teatr letni („ogródek Wolbergów”), w którym wystawiano sztuki, wygłaszano odczyty, odbywały się występy kabaretów i operetek oraz festyny. Po II wojnie światowej kino „Tęcza”. Obecnie po przebudowach ulokowano w nim domy handlowe.
- 13 (narożnik ul. Piłsudskiego) – wybudowany około 1878. Na przełomie XIX i XX w. na piętrze znajdowało się Towarzystwo Śpiewacze „Lutnia”, a na parterze cukiernia Rudzkiego. W 1905 w budynku siedzibę miał Komitet Rewolucyjny, w dwudziestoleciu międzywojennym – mało przyzwoity klub bilardowy, w Polsce Ludowej – wykwintna restauracja Bristol, a od 1996 – częstochowska redakcja Gazety Wyborczej. Niegdyś eklektyczny, obecnie pozbawiony cech stylowych.
- 14 (narożnik ul. Wilsona) – Dom Adolfa Frankego, pochodzącego z Wielkopolski ewangelika, właściciela przędzalni i fabryki włókienniczej. Wybudowany w latach 1901–1903. W dwudziestoleciu międzywojennym siedziba hotelu „Victoria”. Podczas II wojny światowej leżał na skraju „dużego getta”, co spowodowało, że ulokowano w nim żydowskie warsztaty rzemieślnicze i stał się punktem przerzutowym dla uciekających z getta. Po jego likwidacji w domu Frankego mieścił się niemiecki szpital i hotel wojskowy, a po wojnie – Liceum Technik Plastycznych i jego internat. Eklektyczny z przewagą cech neorenesansowych.

W czasie II wojny światowej I aleja znajdowała się w granicach „dużego getta”.
Początkowo I aleja obsadzona była nieznanego gatunku topolami, które rosły źle i szybko zamarły. W 1828 roku zagospodarowano ją kasztanowcami zwyczajnymi i robiniami akacjowymi, które rosły do początku XX wieku. W 1910 roku wzdłuż I alei posadzono klony zwyczajne, które do końca XX wieku w większości obumarły lub wegetowały w złym stanie zdrowotnym. W 2006 roku I aleja została obsadzona lipami srebrzystymi odmiany Varsaviensis.

### II aleja

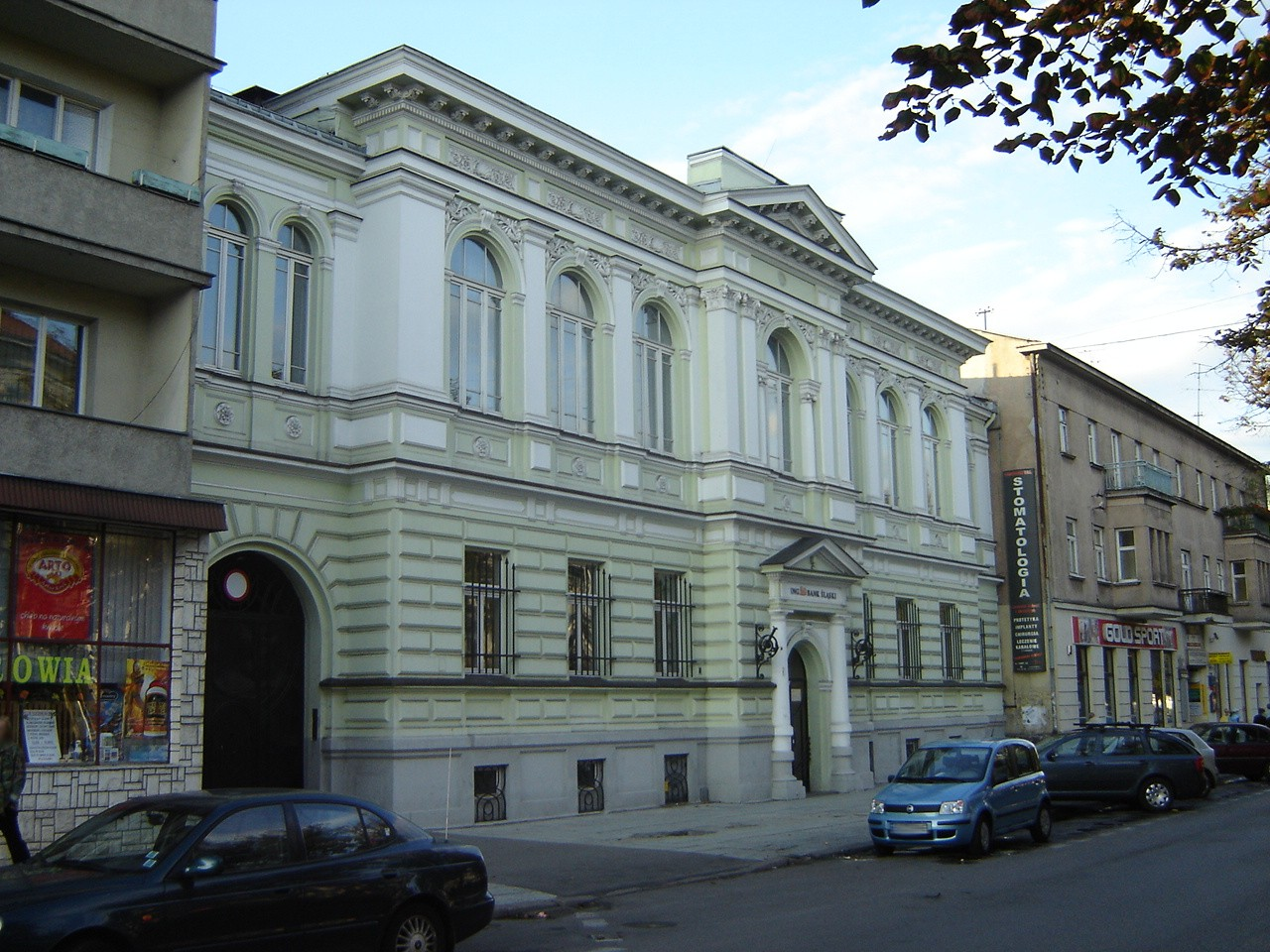
Bank w al. NMP 34

- 16 Stary Zajazd, narożnik Wałów Dwernickiego – kamienica zbudowana po 1850. Legenda głosi, że nocowali tu Fryderyk Chopin i konfederaci barscy. Późnoklasycystyczny, z ryzalitami.
- 17 – pierwotnie szpital wybudowany w latach 1835–1838, kierowany w latach 1883–1907 przez Władysława Biegańskiego. W 1969 został wyburzony, a na jego miejscu postawiono Powszechny Dom Towarowy („Merkury”).
- 18 Dom Ficenesa – właścicielem był Józef Ficenes, dyrektor Stowarzyszenia Kupców Polskich i członek Rady Częstochowskiego Towarzystwa Wzajemnego Kredytu[8].
- 19 dawny gmach teatru, zbudowany przed 1871, teatr funkcjonował do 1908. Następnie do 1923 mieściło się tu kino „Paryskie”, później różne instytucje finansowe (obecnie bank PKO BP). Późnoklasycystyczny.
- 20 Kamienica Lernera – wybudowana w 1863 w stylu eklektycznym, bogato zdobiona motywem roślinnym. Pierwszymi właścicielami byli bracia Oderfeld, a w późniejszych latach rodzina Lerner. W latach 20. XX wieku na terenie kamienicy znajdował się dom handlowy oferujący sprzedaż samochodów marki Austro-Daimler. Przed wojną w domu frontowym mieściły się m.in. cukiernia oraz drukarnia, a także kancelarie znanych adwokatów i notariuszy, oraz gabinety lekarskie. Właścicielem był częstochowski przemysłowiec Lucjan Biełowicki.
- 24 Kamienica Kupiecka (narożnik al. Kościuszki) – eklektyczny o elementach neogotyckich zbudowany pod koniec XIX w. Do 1922 Częstochowskie Towarzystwo Pożyczkowo-Oszczędnościowe, następnie Spółdzielczy Bank Ludowy.
- 27 Dom Kohna (Dom Bata) wybudowany w 1865 na narożniku al. Wolności. Na parterze mieściła się cukiernia z drewnianą werandą od strony al. Wolności (ta ostatnia przetrwała do lat 50. XX w.), a w latach 30. XX w. – sklep obuwniczy firmy Bata (stąd nazwa). Na piętrze znajdował się początkowo kinematograf, później kinoteatr „Corso”, a w latach 1916–1939 kino „Odeon”. Późnoklasycystyczny, o elementach eklektyzmu z przewagą cech neorenesansowych.
- 34 Kamienica Banku Polskiego – bank wybudowany w latach 1903–1904, początkowo jako rosyjski Bank Państwa. W II RP miał tu siedzibę Bank Polski, w PRL-u Narodowy Bank Polski, a następnie Bank Śląski (obecnie ING Bank Śląski). Eklektyczny z przewagą cech neorenesansowych, z jasną dekoracją fasady.

W połowie długości II alei znajduje się skrzyżowanie z al. Wolności (zobacz: Dom Księcia, Dom Biegańskiego) i al. Kościuszki (dawniej obie nosiły nazwę ul. Teatralnej), stanowiącymi część tzw. „osi pracy”. W tymże miejscu Aleję przecina jedyna w mieście trasa tramwajowa (od 1959).
Do 1935 roku II aleja była obsadzona kasztanowcami zwyczajnymi, po czym zastąpiono je klonami: zwyczajnymi, jaworami i srebrzystymi. W 2013 roku klony zamieniono na lipy srebrzyste odmiany Brabant.

### III aleja

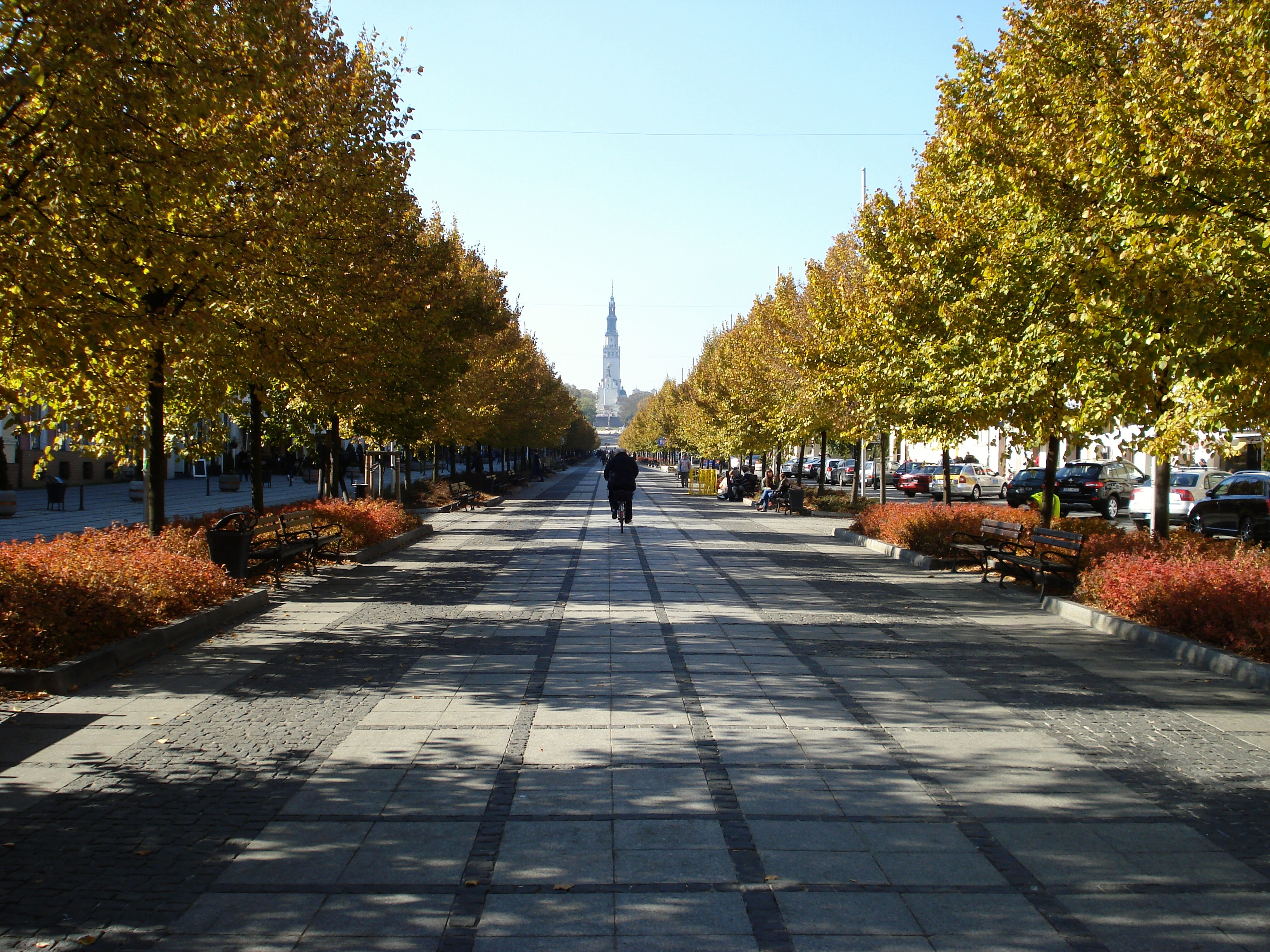
III Aleja jesienią

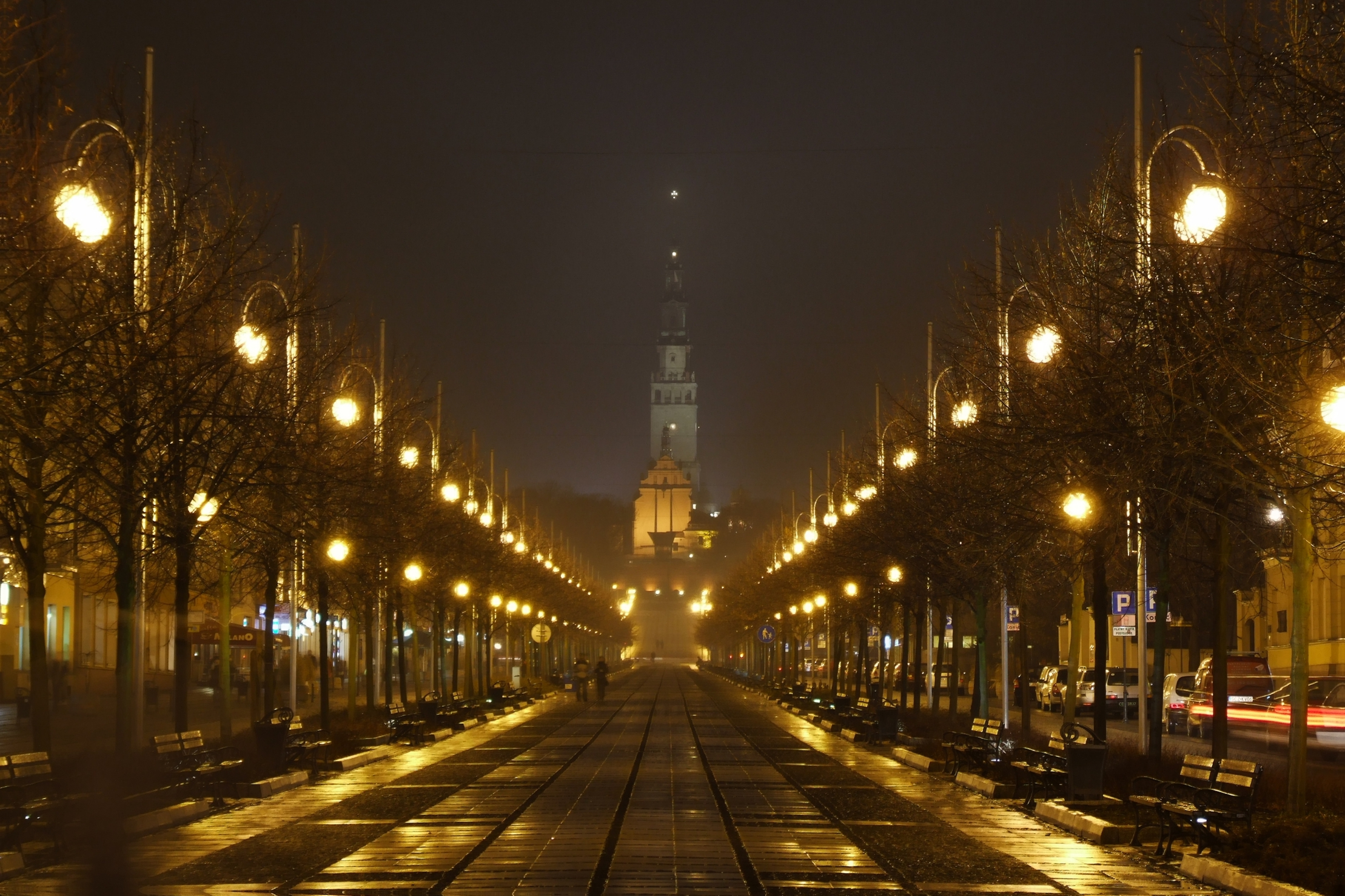
III Aleja nocą

W latach 2005–2007 dokonano gruntownej przebudowy III alei. Od tego czasu ruch samochodowy był tu bardzo ograniczony. Do ruchu udostępniona była tylko wąska jednokierunkowa droga na północnej jezdni. Podczas dużych uroczystości trzecia aleja jest całkowicie zamykana dla ruchu samochodowego. Od 2012 roku udostępniono do ruchu obie jezdnie, ale pozostawiono ograniczenie wjazdów i wyjazdów z niej na zasadzie prawoskrętów. W 2013 roku protesty mieszkańców spowodowały przeprowadzenie konsultacji społecznych w sprawie ruchu w III Alei. 798 osób opowiedziało się wówczas za całkowitym zamknięciem dla ruchu, 589 za całkowitym otwarciem dla ruchu, a 351 osób wybrało powrót do rozwiązania sprzed 2012 roku. Równocześnie większość mieszkańców była za wprowadzeniem do III Alei komunikacji miejskiej. To rozwiązanie wybrało 407 głosujących za usunięciem aut osobowych, 426 głosujących za całkowitym otwarciem dla ruchu i 172 zwolenników dotychczasowego rozwiązania. Łącznie za wprowadzeniem autobusów było 1005 osób przy 676 przeciw.
- 47 (narożnik ul. Nowowiejskiego) – popówka (dawna siedziba duchowieństwa prawosławnego), w dwudziestoleciu międzywojennym rzymskokatolicki pałac biskupi, po 1945 Powiatowy Sztab Wojskowy, w latach 70. XX wieku przeznaczona na cele muzealne, od 2007 jako Muzeum Pielgrzymowania (część Muzeum Częstochowskiego). Zbudowany w 1875, późnoklasycystyczny.
- 54 – kuria metropolitalna, późnoklasycystyczny budynek z ok. 1870, pierwotnie dom mieszkalny, później także siedziba Stowarzyszenia Kupców. We wnętrzu kolekcja dzieł sztuki zgromadzona przez biskupa Teodora Kubinę.
- 56 – neogotycki kościół rektoralny pw. Najświętszego Imienia Maryi wybudowany w latach 1859–1861
- 56 – IV LO im. Sienkiewicza (dawny klasztor ss. mariawitek) wraz z pomnikiem patrona szkoły
- 64 – Ośrodek Kultury Filmowej i Miejska Galeria Sztuki.

Podobnie jak II aleja, III aleja do 1935 roku była obsadzona kasztanowcami zwyczajnymi. Zastąpiono je topolami berlińskimi, które rosły tam do 1998 roku. W latach 1998–2013 III aleję sukcesywnie obsadzono lipami holenderskimi w odmianie Pallida.

### Aleja Henryka Sienkiewicza i parki podjasnogórskie
Przedłużeniem alei Najświętszej Marii Panny w stronę Jasnej Góry jest aleja Henryka Sienkiewicza. Otaczają ją parki im. Stanisława Staszica i 3 maja, nazywane parkami podjasnogórskimi. Aleja Sienkiewicza jest zamknięta dla ruchu samochodów. Istnieje także podziemne przejście dla pieszych, pomiędzy III aleją a aleją Sienkiewicza, jednak jest ono zamknięte z powodu złego stanu technicznego.

## Rzeźby i fontanny

### Ławeczka Władysława Biegańskiego
23 czerwca 2008 w II alei, przed zabytkową kamienicą nr 20, odsłonięta została ławeczka pomnikowa z posągiem Władysława Biegańskiego. Autorem pomnika wykonanego z brązu jest rzeźbiarz krakowski Wojciech Pondel. Odsłonięcie ławeczki zakończyło obchody 150. rocznicy urodzin i 90. rocznicy śmierci Biegańskiego, nazywanego częstochowianinem stulecia.

### Ławeczka Haliny Poświatowskiej
Pomnikowa ławeczka poetki Haliny Poświatowskiej, odsłonięta została 11 października 2007. Rzeźba znajduje się na początku III alei, w pobliżu placu Władysława Biegańskiego i Popówki (nr 47). Rzeźba wykonana została z brązu przez Roberta Sobocińskiego. Odsłonięcie ławeczki uświetniło obchody 40. rocznicy śmierci poetki.

### Ławeczka Marka Perepeczki
Ławeczka, upamiętniająca aktora Marka Perepeczkę, odsłonięta została 31 października 2014. Rzeźba znajduje się na początku III alei, w pobliżu placu Władysława Biegańskiego, naprzeciw ławeczki Haliny Poświatowskiej. Autorem rzeźby jest Wojciech Pondel.

### Ławeczka Piotra Machalicy
Ławeczka, upamiętniająca aktora Piotra Machalicę, odsłonięta została 1 lipca 2022. Rzeźba znajduje się na III alei.

### Fontanna amonit
W III alei, w sąsiedztwie siedziby kurii metropolitalnej (nr 54) znajduje się fontanna w kształcie amonitu. Fontanna wykonana jest wykonana z piaskowca Długopole i podświetlana po zmierzchu. Uruchomiona została w lipcu 2010 roku.

### FontannaDziewczynka z gołębiami
W pasażu środkowym III alei, w okolicy nr 75 umiejscowiona jest fontanna Dziewczynka z gołębiami. Fontanna przedstawia postać dziewczynki karmiącej gołębie, wykonana została z brązu. Uruchomiona ją 25 maja 2009 roku. Autorem koncepcji plastycznej fontanny jest Władysław Ratusiński, częstochowski artysta malarz. Dziewczynkę wyrzeźbiła Ewa Maliszewska, autorka figurek do nagrodzonego Oscarem filmu Piotruś i wilk. W grudniu 2011 roku z okazji świąt Bożego Narodzenia przy fontannie stanęło oświetlone drzewko ufundowane przez firmę Jawo.

## Nawiązania w kulturze
Nazwa ukazującego się w latach 1995–2010 czasopisma Aleje 3 nawiązuje do alei NMP. Częstochowski oddział Gazety Wyborczej prowadził w internetowym wydaniu dział IV Aleja poświęcony mało znanym faktom z historii Częstochowy, obecnie dział nosi tytuł Plac Wspomnień.